# Express AMU1
Express AMU1 ist ein Fernsehsatellit der Russian Satellite Communications Company (RSCC) mit Sitz in Moskau. Eutelsat hat Kapazitäten auf dem Satelliten angemietet und stellen unter dem Namen Eutelsat 36C Nachfolgekapazitäten für Eutelsat 36A bereit.
Er wurde am 24. Dezember 2015 um 21:31 UTC mit einer Proton/Bris-M-Trägerrakete vom Raketenstartplatz Baikonur in eine geostationäre Umlaufbahn gebracht. Der Bau des Satelliten wurde im Rahmen des Zehnjahresplans von 2006 bis 2015 am 22. Oktober 2005 mit dem russischen Regierungsdekret Nr. 635 beschlossen. Zur Finanzierung des Satelliten bediente man sich in Russland Krediten der Aktiengesellschaft Gazprombank. Bestellt wurde er durch RSCC bei Airbus Defence and Space bzw. Astrium im Mai 2013 zu einem Preis von damals etwa rund 210 Millionen US-Dollar.
Der dreiachsenstabilisierte Satellit ist mit 61 Ku-Band- und 10 Multibeam Ka-Band-Transpondern ausgerüstet und soll von der Position/Inklination 36° Ost aus europäischen Teil der russischen Föderation Eutelsat mit Fernsehen und Breitbanddiensten und für Eutelsat die afrikanischen Länder südlich der Sahara mit Telekommunikationsdienstleistungen versorgen. Er wurde auf Basis des Satellitenbus Eurostar-3000 von Airbus Defence and Space gebaut und besitzt eine geplante Lebensdauer von 15 Jahren.